# Коротка радість
«Коро́тка ра́дість» (порт. Alegria Breve) — роман португальського письменника ХХ століття Вержиліо Феррейри (1964); як і решта літературного доробку відзначається філософічністю. Виданий окремою книгою в 1965 році.

## Стиль письма і сюжет
Роман будується як уривчаста розповідь, пересипана міркуваннями головного персонажа, які складають чи не половину твору, а також діалогами з іншими персонажами на загальні світоглядні теми. Багато повторів і повернень до сказаного раніше. 
Сюжетним тлом є обезлюднення гірського селища в Португалії після незрозумілого лиха (натякається на зіпсування екології внаслідок короткочасних винищувальних гірських розробок вольфраму). В результаті місцевий учитель Жайме Фарія, поховавши дружину останньою з жителів селища, залишається сам-на-сам зі своїми роздумами і примарною надією дочекатися на приїзд сина, який ніби-то народився від зв'язку з Вандою, дружиною підприємця Луїса Барето. 
Роздуми головного персонажа стосуються місця Бога і людини в світі, важливості її духовного світу та особистої свободи в суспільстві, але й потреби стійкості і життєздатності суспільного організму як такого.    

## Персонажі
- Жайме Фарія (Jaime Faria) - головний персонаж роману, селищний вчитель;
- Агеда (Agueda) - дружина Ж. Фарії;
- Ванда (Vanda) - коханка головного персонажа;
- Луїс Барето (Luis Bareto) - чоловік Ванди, який толерує її зв'язок з учителем;
- Ема (Ema) - головна учасниця діалогів головного персонажа, коли поїхав священика;
- падре Маркес (padre Marques) - селищний священик, опонент у диспутах з учителем, їде з селища по своїй волі.

## Історія і переклад
Роман був закінчений письменником 5 грудня 1964 року. Наступного року (1975) вийшов окремою книгою. Передмову до книги написав Роберт Брешон (Robert Brêchon). 
В СРСР у 1986 році був надрукований російський переклад роману, здійснений Ліліаною Бреверн — ввійшов до зібрання творів В. Феррейри (том видавничої серії «Мастера современной прозы»).